# Dariusz Pawelec
Dariusz Roman Pawelec, ps. Da-Ro; T.T., Tomasz Trzecieski (ur. 22 sierpnia 1965 roku w Górze Śląskiej) – polski literaturoznawca, teoretyk literatury, wykładowca uniwersytecki, profesor nauk humanistycznych.

## Życiorys
Pochodzi z rodziny nauczycielskiej, jest synem Romana Pawelca i Genowefy z domu Sowa. Uczył się w I Liceum Ogólnokształcącym im. Powstańców Śląskich w Rybniku w latach 1979–1983. Studiował polonistykę w Uniwersytecie Śląskim w Katowicach do 1988 roku, następnie pracował w Zakładzie Teorii Literatury Instytutu Filologii Polskiej. Od 1988 pracuje na Wydziale Filologicznym Uniwersytetu Śląskiego, w Zakładzie Poetyki Historycznej i Sztuki Interpretacji. W 1992 roku uzyskał doktorat z literaturoznawstwa, specjalność: historia literatury polskiej na podstawie pracy pt. Reguły organizacji wypowiedzi poetyckiej w wierszach Stanisława Barańczaka (1968-1988) na Uniwersytecie Śląskim, która powstała pod kierunkiem prof. Ireneusza Opackiego. W 1994 roku został stypendystą Fundacji na rzecz Nauki Polskiej. Habilitację z literaturoznawstwa przeprowadził 29 listopada 2004 roku w Uniwersytecie Śląskim na podstawie rozprawy pt. Świat jako Ty. Poezja polska wobec adresata w drugiej połowie XX wieku. Od stycznia 2004 jest dyrektorem Biblioteki Uniwersytetu Śląskiego, a od stycznia 2006 roku –profesorem Uniwersytetu. Od 2012 roku jest dyrektorem Centrum Informacji Naukowej i Biblioteki Akademickiej w Katowicach. 25 czerwca 2013 r. otrzymał nominację profesorską (profesor nauk humanistycznych). Jest dyrektorem Instytutu Literaturoznawstwa Uniwersytetu Śląskiego. Od 2000 roku przewodniczy radzie programowej instytucji Ars Cameralis. 
Mieszka w Katowicach. 

### Życie prywatne
W 1987 ożenił się z literaturoznawczynią Joanną Dembińską, ma syna Przemysława (ur. 1989) i córkę Hannę (ur. 1992).

## Odznaczenia
- Złota Odznaka Za Zasługi dla Uniwersytetu Śląskiego (2007)[2]

## Twórczość
Debiutował w 16. numerze czasopisma „Student” w 1987 roku artykułem pt. Pokolenie izolacji. Na marginesach młodej poezji. Publikował szkice i recenzje w tomach zbiorowych i  czasopismach, m.in. „brulion”, „Twórczość”, „Res Publica”, „Autograf”, „Kresy”, „Nowe Książki”. Autor haseł m.in. w opracowaniu Literatura polska XX wieku. Przewodnik encyklopedyczny (PWN 2000).
Zajmuje się m.in. poetyką historyczną i sztuką interpretacji, genologią, komunikacją literacką. Bada przede wszystkim poezję polską drugiej połowy XX wieku, ze szczególnym uwzględnieniem „pokolenia '68” oraz nurtu lingwistycznego. Analizował m.in. dzieła Czesława Miłosza, Mirona Białoszewskiego, Stanisława Barańczaka, Adama Zagajewskiego. Autor wstępu do pierwszego oficjalnego, krajowego wydania Zniewolonego umysłu (1989, z wyboru autora książki). Jest edytorem dzieł Witolda Wirpszy. Stworzył koncepcję „adresata możliwego” w poezji.

### Publikacje książkowe
- Powiedz  prawdę. Antologia poezji pokolenia`68 (Wybór, wstęp i opracowanie; Wokół Nas, Gliwice 1990)
- Poezja Stanisława Barańczaka. Reguły i konteksty [z prac Zakładu Teorii Literatury Uniwersytetu Śląskiego]  (Śląsk, Katowice 1992; ISBN 83-900705-4-5)[3]
- Lingwiści i inni. Przewodnik po interpretacjach  wierszy współczesnych (Wydawnictwo Uniwersytetu Śląskiego, Katowice 1994; Prace Naukowe Uniwersytetu Śląskiego w Katowicach, nr 1474; ISBN 83-226-0591-9)
- Pokolenie 68. Wybrane problemy języka artystycznego [w wyd. zbior.:] Cezury i przełomy. Studia o literaturze polskiej XX wieku (Katowice 1994)
- Czytając Barańczaka (Gnome Books, Katowice 1995; seria: Biblioteka Interpretacji, tom 1; ISBN 83-900673-5-8)
- Debiuty i powroty. Czytanie w czas przełomu (Wyd. Para, Katowice 1998; ISBN 83-903676-8-8)
- Kanonada: interpretacje wierszy polskich (1939-1989) (pod red. Aleksandra Nawareckiego, przy współudz. Dariusza Pawelca; Wydawnictwo Uniwersytetu Śląskiego, Katowice 1999; Prace Naukowe Uniwersytetu Śląskiego w Katowicach, nr 1844; ISBN 83-226-0908-6)
- Świat jako Ty. Poezja polska wobec adresata w drugiej połowie XX wieku (Katowice 2003; Prace Naukowe Uniwersytetu Śląskiego w Katowicach, nr 2162; ISBN 83-226-1275-3)
- Mŕtve body. Antológia poézie zo Sliezska – "Nadivoko". 1994-2003 (Vyber, spracovanie a komentár Dariusz Pawelec. Preklad Karel Chmel; Bratislava 2004)
- Martwe punkty. Antologia poezji "Na Dziko" (1994-2003) (Wybór, opracowanie i komentarz;  Ars Cameralis, Katowice 2004)
- Od kołysanki do trenów. Z hermeneutyki form poetyckich[3] (Wydawnictwo Uniwersytetu Śląskiego, Katowice 2006; Prace Naukowe Uniwersytetu Śląskiego w Katowicach, nr 2447; ISBN 83-226-1587-6)
- Wirpsza wielokrotnie (Mikołów, Instytut Mikołowski 2013)[7]
- „Powinna być nieufnością”. Nowofalowy spór o poezję (Poznań, Wydawnictwo Poznańskiego Towarzystwa Przyjaciół Nauk 2020)[8]